# Axion de Montréal
Pour les articles homonymes, voir Axion (homonymie).
L'Axion de Montréal  est une équipe féminine professionnelle de hockey sur glace de Montréal, au Québec. L'équipe évolue dans la Ligue nationale de hockey féminin (LNHF) de 1998 à 2007.
Elle a également porté le nom de Bonaventure Wingstar (1998-1999) puis le nom de Wingstar de Montréal (1999-2003). Par la suite, avec la création de la Ligue canadienne de hockey féminin, l'équipe est remplacée par une autre équipe professionnelle féminine, les Stars de Montréal.

## Histoire

### Saison inaugurale
L'équipe remporte le premier championnat de sa division pour la saison 1998-1999. Lors des séries éliminatoires, le Wingstar réussit à atteindre le premier tour en gagnant ses 2 matchs  et à se qualifier pour la finale de championnat de la ligue . L'équipe perd le match de la finale 2-5 aux mains du Thunder de Brampton qui est couronné champion . 

### Deuxième saison
La saison 1999-2000 est plus difficile et le Wingstar échappe d'un seul point la première position au classement de sa division . Les Panthères de Sainte-Julie éliminent le Wingstar dès le premier tour  :
- Samedi le 4 mars 2000 : Panthères Sainte-Julie 6-0 Wingstar de Montréal
- Dimanche le 5 mars 2000 : Wingstar de Montréal 2-1 Panthères Sainte-Julie
- Prolongation : Wingstar de Montréal 0-1 Panthères Sainte-Julie

### Saison 2000-2001
Le gros ajout de la saison 2000-2001 est l'arrivée de la gardienne de but Manon Rhéaume. Rhéaume réalise une bonne performance et aide l'équipe à terminer au sommet du classement de la division Est . L'attaque de l'équipe n'est pas en reste avec la présence des Caroline Ouellette et France St-Louis . Derrière le banc, Julie Healy agit comme entraineuse . Healy voit de plus à l'encadrement des Stingers de Concordia.

### Saison 2002-2003
Cinq ans après sa création, en 2003, l'équipe est renommée l'Axion de Montréal.

### Saison 2003-2004
L’entraineur-chef Yanick Evola arrive à la barre de l’équipe et l’Axion termine 1re au classement général de sa division et 3e dans la ligue . 

### Saison 2004-2005
Lors de cette saison, plusieurs nouvelles joueuses viennent prêter main-forte à l'équipe, entre autres Gina Kingsbury, Angela Ruggiero, Jenny Lavigne et Annie Desrosiers. Devant le filet, Charline Labonté remplace de Manon Rhéaume. L'Axion termine au 1er rang du classement général de sa division pour une troisième saison consécutive et 3e dans la ligue pour une deuxième saison consécutive. Gina Kingsbury marque 31 buts et a 29 mention d'aide. Elle termine la saison de 30 matchs avec plus de 60 points, contribuant aux succès de l'Axion. L'axion représente le Québec au Tournoi national féminin Esso (en) de 2005 . Dans les séries éliminatoires de fin de saison, l'Axion se rend en finale mais perd en tir de barrage 5-4 contre les Aeros de Toronto.

### Saison 2005-2006
L'Axion de Montréal gagne le championnat LNHF par une victoire de 1-0 sur le Thunder de Brampton devant 6 000 de leurs partisans à Brampton. Le but vainqueur est marqué par Lisa-Marie Breton et le blanchissage va à Charline Labonté. L’Axion a préalablement terminé au deuxième rang du classement de sa division dans la saison régulière, derrière les Raiders d’Ottawa. Il s’agit du seul championnat LNHF remporté par l'Axion de Montréal dans l’histoire de la ligue.

### Saison 2006-2007
Moins chanceux, cette saison, l'Axion termine au 5e rang du classement de la saison régulière mais se reprend en séries éliminatoires : d'abord en remportant le championnat de la division Est de la LNHF puis en participant à la finale de championnat de la ligue. Le Thunder de Brampton triomphe 4-0 sur l'Axion. Bramton remporte ainsi le championnat. En proie à de graves difficulté financières, la LNHF cesse ses activités peu de temps après ,.

## Statistiques par saison
| Saison    | PJ | V  | D  | N  | BP  | BC  | Pts | Classement               | Séries éliminatoires     |
| --------- | -- | -- | -- | -- | --- | --- | --- | ------------------------ | ------------------------ |
| 1998-1999 | 34 | 13 | 16 | 5  | 104 | 91  | 31  | Termine 1re Division Est | Éliminée en finale       |
| 1999-2000 | 35 | 18 | 7  | 10 | 116 | 62  | 46  | Termine 2e Division Est  | Éliminée au premier tour |
| 2000–2001 | 40 | 30 | 6  | 4  | 163 | 63  | 64  | Termine 1re Division Est | Éliminée au premier tour |
| 2001–2002 | 30 | 11 | 14 | 5  | 66  | 78  | 27  | Termine 2e Division Est  | Éliminée au premier tour |
| 2002–2003 | 36 | 18 | 15 | 3  | 83  | 81  | 39  | Termine 1re Division Est | Éliminée au premier tour |
| 2003–2004 | 36 | 20 | 11 | 5  | 113 | 84  | 46  | Termine 1re Division Est | Éliminée au premier tour |
| 2004–2005 | 36 | 24 | 10 | 2  | 140 | 85  | 51  | Termine 1re Division Est | Éliminée en finale       |
| 2005–2006 | 36 | 14 | 19 | 3  | 100 | 122 | 33  | Termine 2e Division Est  | Champion de la LNHF      |
| 2006–2007 | 13 | 6  | 7  | 0  | 66  | 56  | 13  | Termine 2e               | Éliminée en finale       |